# Phil Morris
Phil Morris (n. 4 aprilie 1959, Iowa City⁠(d), Iowa, SUA) este un actor american.
A interpretat pe avocatul Jackie Chiles⁠(d) în Seinfeld, pe John Jones în serialul The CW Smallville și pe Silas Stone⁠(d) în Doom Patrol⁠(d). De asemenea, a fost vocea lui Doc Saturday în Secretele familiei Sâmbătă și a lui Dr. Joshua Strongbear Sweet în Atlantis: Imperiul dispărut.

## Biografie
Morris este fiul actorului Greg Morris⁠(d) (1933–1996). Bunicul său patern a fost trompetistul Francis Williams⁠(d). Phil Morris are doi frați, unul dintre ei fiind actrița Iona Morris⁠(d).
Tatăl său este cunoscut pentru rolul din serialul de televiziune Seria Misiune: Imposibilă (1966-1973). Acesta era prieten cu alți actori afro-americani de succes, inclusiv Sidney Poitier și Bill Cosby, iar Phil a fost influențat de aceștia în copilărie. A declarat că Peter Graves, coleg cu tatăl său pe platourile de filmare ale serialului Mission: Impossible, i-a fost mentor. Cei doi au rămas prieteni până la moartea lui Graves pe 14 martie 2010.

## Cariera
Primul său rol de actorie a fost în copilărie, când a apărut în episodul „Miri” al serialului Star Trek din 1966. Star Trek a fost, la acea vreme, filmat în același studio (Desilu Productions⁠(d)) în care era filmat serialul tatălui său.
Și-a făcut debutul în lungmetrajul Star Trek III: În căutarea lui Spock într-un rol minor, iar ulterior a apărut în Babylon 5, Star Trek: Deep Space Nine și Star Trek: Voyager.
La mijlocul anilor 1980, acesta l-a interpretat pe studentul la drept Tyrone Jackson⁠(d) în Tânăr și neliniștit. În anii 1990, Morris a avut rolul avocatului Jackie Chiles (personaj inspirat de Johnnie Cochran⁠(d)) în sitcomul Seinfeld; în episodul „The Abstinence⁠(d)”, Chiles deschide un proces împotriva unei companii producătoare de țigări, lucru pe care Morris l-a îndrăgit, deoarece întreaga sa viața a fost ironizat de faptul că are același nume ca țigările Philip Morris⁠(d). Morris a avut un rol și în remake-ul serialului Mission: Impossible⁠(d) (1988), interpretându-l pe Grand Collier, fiul lui Barney Collier, interpretat în serialul original de tatăl lui Morris. A avut un rol secundar atât în filmul Disney Atlantis: Imperiul dispărut, cât și în continuarea Atlantis: Întoarcerea lui Milo din 2003. A fost unul dintre profesorii lui Will Smith în serialul de comedie Prințul din Bel-Air și l-a jucat pe Dr. Clay Spencer în emisiunea de televiziune Girlfriends⁠(d).
Morris l-a interpretat pe supereroul Martian Manhunter în serialul Smallville, începând cu episodul „Labyrinth” din sezonul șase în 2007. A apărut în același rol în episoadele „Bizzaro⁠(d)” și „Cure” din sezonul 7, în episoadele „Odyssey⁠(d)”, „Prey” și „Bulletproof” din sezonul 8 și în episoadele „Absolute Justice”, „Sahmat” și „Salvare” în sezonul 9.
În calitate de actor de voce, acesta i-a interpretat pe Imperiex⁠(d) în Legiunea Supereroilor și pe Vandal Savage⁠(d) în Liga Dreptății și Justice League: Doom. A fost vocea lui W'Kabi⁠(d) în serialul animat Black Panther⁠(d) și a avut un rol episodic în serialele CSI: Miami⁠(d) și 7 zile⁠(d). Morris a fost vocea apostolului Pavel în The Bible Experience⁠(d) (o versiune audiobook a Bibliei lansate de compania creștină Zondervan⁠(d)). Acesta a avut un rol cameo în serialul de televiziune Terminator: Războiul continuă. A fost vocea personajului Doc Saturday în serialul animat Secretele familiei Sâmbătă, a jucat un rol secundar în jocul video Ratchet: Deadlocked⁠(d) și a fost actor de voce în serialul The PJs⁠(d). Conform acestuia, actorul Eddie Murphy nu a dorit să înregistreze vocea personajului Thurgood Stubbs; prin urmare, producătorii l-au angajat pe Morris să înregistreze replicile lui Thurgood. A fost vocea lui Hansen și Glenn în filmul de animație Moarte în spațiu: Creatorul. A interpretat personajul Delroy Jones în serialul Love That Girl!⁠(d), Saint Walker în serialul Lanterna Verde și Ultra Richard în serialul SuperF*ckers⁠(d).

## Viața personală
Morris este căsătorit cu designerul de interior Carla Gittelson din 1983. Cei doi au împreună doi copii. Acesta practică un stil de arte marțiale numit  Wing Chun sub conducerea lui Sifu Hawkins Cheung.

## Filmografie

### Filme
| An   | Titlu                                                          | Rol                                           | Note            |
| ---- | -------------------------------------------------------------- | --------------------------------------------- | --------------- |
| 1984 | Star Trek III: The Search for Spock                            | Trainee Foster                                |                 |
| 1987 | P.I. Private Investigations                                    | Eddie Gordon                                  |                 |
| 1996 | Jingle All the Way                                             | Gale Force                                    |                 |
| 1997 | Wag the Dog                                                    | Co-Pilot                                      |                 |
| 1998 | Devil in the Flesh                                             | Detective Joe Rosales                         | Direct-to-video |
| 1998 | Clay Pigeons                                                   | Agent Reynard                                 |                 |
| 2000 | 3 Strikes                                                      | Mr. Libowitz                                  |                 |
| 2001 | Atlantis: The Lost Empire                                      | Dr. Joshua Strongbear Sweet (voce)            | [ 17 ]          |
| 2002 | Justice League: The Savage Time                                | Vandal Savage (voice)                         |                 |
| 2003 | Atlantis: Milo's Return                                        | Dr. Joshua Strongbear Sweet (voce)            | Direct-to-video |
| 2004 | Comic Book: The Movie                                          | Phil Morris                                   |                 |
| 2005 | Frostbite                                                      | J.P. Millhouse                                |                 |
| 2006 | Abominable                                                     | Deputy McBride                                |                 |
| 2007 | Underdog                                                       | Supershep (voce)                              | [ 17 ]          |
| 2008 | Meet the Spartans                                              | Messenger                                     |                 |
| 2008 | Justice League: The New Frontier                               | King Faraday (voce)                           | Direct-to-video |
| 2008 | Dead Space: Downfall                                           | Hansen / Glenn (voce)                         | Direct-to-video |
| 2009 | Black Dynamite                                                 | Saheed                                        |                 |
| 2011 | Stonerville                                                    | Clay Redding                                  | Direct-to-video |
| 2012 | Justice League: Doom                                           | Vandal Savage (voce)                          | Direct-to-video |
| 2015 | Lego DC Comics Super Heroes: Justice League vs. Bizarro League | Green Arrow / Hawkman (voce)                  | Direct-to-video |
| 2016 | Lego DC Comics Super Heroes: Justice League – Cosmic Clash     | Vandal Savage (voce)                          | Direct-to-video |
| 2016 | Bling                                                          | Additional voices                             | Direct-to-video |
| 2016 | Scooby-Doo! and WWE: Curse of the Speed Demon                  | Walter Qualls (voce)                          | Direct-to-video |
| 2016 | Officer Downe                                                  | Zen Master Flash (voce)                       |                 |
| 2017 | All I Want For Christmas Is You                                | Bud (voce)                                    | Direct-to-video |
| 2017 | The Star                                                       | Balthazar / Miller (voce)                     | [ 17 ]          |
| 2018 | Teen Titans Go! To the Movies                                  | Red Carpet Announcer / Doomsday Device (voce) | [ 17 ]          |
| 2020 | Superman: Red Son                                              | James Olsen (voce)                            | Direct-to-video |
| 2020 | Curious George: Go West, Go Wild!                              | Frank Stetson (voce)                          | Direct-to-video |
| 2021 | Ghosts of the Ozarks                                           | Matthew McCune                                |                 |

### Seriale
| An           | Titlu                                   | Rol                                                            | Note                                                                              |
| ------------ | --------------------------------------- | -------------------------------------------------------------- | --------------------------------------------------------------------------------- |
| 1966         | Star Trek: The Original Series          | Boy                                                            | Episodul: "Miri"                                                                  |
| 1980         | Vega$                                   | Tate                                                           | Episodul: "Lost Monday"                                                           |
| 1981         | Mr. Merlin                              | Sam / Kid                                                      | 4 episoade                                                                        |
| 1984         | Hotel                                   | Ken Foster                                                     | Episodul: "Encores"                                                               |
| 1985         | Brothers                                | 'Bobo'                                                         | Episodul: "A Greasepaint Smile"                                                   |
| 1985         | Webster                                 | Calvin                                                         | Episodul: "Great Expectations"                                                    |
| 1986         | The Young and the Restless              | Tyrone Jackson                                                 | Rol principal                                                                     |
| 1986–1988    | It's a Living                           | Jason                                                          | 4 episoade                                                                        |
| 1987–1988    | Marblehead Manor                        | Jerry Stockton                                                 | Rol principal                                                                     |
| 1988         | 227                                     | Darren Montagne                                                | Episodul: "The Butler Did It"                                                     |
| 1988         | Cheers                                  | Exterminator #2                                                | Episodul: "Bar Wars"                                                              |
| 1988–1990    | Mission: Impossible (1988 TV series)    | Grant Collier                                                  | Rol principal                                                                     |
| 1990         | Lucky Chances                           | Steven Dimes                                                   | Miniserie                                                                         |
| 1990–1991    | WIOU                                    | Eddie Brock                                                    | Rol principal                                                                     |
| 1993         | Murder, She Wrote                       | David Salt                                                     | Episodul: "A Virtual Murder"                                                      |
| 1993–1998    | Seinfeld                                | Spokesman of David Dinkins, Jackie Chiles                      | Rol episodic                                                                      |
| 1993         | The Fresh Prince of Bel-Air             | Professor Scott Burton                                         | Episodul: "Take My Cousin... Please"                                              |
| 1994         | Tracks of Glory                         | Marshall W. 'Major' Taylor                                     | Miniserie                                                                         |
| 1995         | Pointman                                | Hightower                                                      | Episodul: "Adios Roberto"                                                         |
| 1995         | Living Single                           | Preston August                                                 | Episodul: "Legal Briefs"                                                          |
| 1995–1996    | The Twisted Tales of Felix the Cat      | Additional voices                                              | Rol episodic                                                                      |
| 1995–1997    | Diagnosis: Murder                       | Roger Nelson, Jim Kesler                                       | 2 episode                                                                         |
| 1996         | Babylon 5                               | Bill Trainor                                                   | Episodul: "Severed Dreams"                                                        |
| 1996         | The Wayans Bros.                        | Parker                                                         | Episodul: "Movin' on Up"                                                          |
| 1996         | Lush Life                               | Wallace                                                        | Episodul: "The Lush Ex-Posures"                                                   |
| 1996–97      | Melrose Place                           | Walter                                                         | 7 episoade                                                                        |
| 1996–1997    | Martin                                  | Jim Bozack, Sterling Sweets                                    | 2 episoade                                                                        |
| 1996–1997    | Star Trek: Deep Space Nine              | Thopok Remata'Klan                                             | Episodul: Looking for par'Mach in All the Wrong Places Episodul: Rocks and Shoals |
| 1997         | The Jamie Foxx Show                     | Ron                                                            | Episodul: "Little Red Corvette"                                                   |
| 1997         | The Steve Harvey Show                   | Trent Underwood                                                | Episodul: "Love with Interest"                                                    |
| 1997         | Hangin' with Mr. Cooper                 | Fernando                                                       | Episodul: "The Spa"                                                               |
| 1997         | In the House                            | Dr. Goldwire                                                   | 4 episoade                                                                        |
| 1997-2005    | JAG                                     | Captain Koonan / Captain Max Engler                            | 2 episoade                                                                        |
| 1998         | The Tony Danza Show                     | Dale Turner                                                    | Episodul: "Sue You"                                                               |
| 1998–1999    | Love Boat: The Next Wave                | Will Sanders                                                   | Rol principal                                                                     |
| 1999         | Moesha                                  | Joe Scott                                                      | 2 episoade                                                                        |
| 1999         | Beverly Hills, 90210                    | Detective Hayes                                                | Episodul: "The Phantom Menace"                                                    |
| 1999         | Star Trek: Voyager                      | Lieutenant John Kelly                                          | Episodul: "One Small Step"                                                        |
| 1999–2001    | The PJs                                 | Thurgood Stubbs (voce)                                         | Rol principal                                                                     |
| 2000         | Any Day Now                             | Brian Harmon                                                   | Episodul: "Life"                                                                  |
| 2000–2001    | Men in Black: The Series                | Additional voices                                              | 4 episoade                                                                        |
| 2001         | Seven Days                              | AF Colonel Beekman                                             | Episodul: "The Final Countdown"                                                   |
| 2001         | Girlfriends                             | Dr. Clay Spencer                                               | 4 episoade                                                                        |
| 2002–2003    | Justice League                          | Vandal Savage, General, Soldier (voce)                         | Rol episodic                                                                      |
| 2003         | Static Shock                            | Jonathan Vale, Shenice's Dad (voce)                            | 2 episoade                                                                        |
| 2003         | Wanda at Large                          | Bradley Grimes                                                 | Rol principal                                                                     |
| 2003–2007    | Kim Possible                            | Lieutenant Franklin, Infinity Guy, Falsetto Jones, Jake (voce) | Rol episodic                                                                      |
| 2004         | The Tracy Morgan Show                   | Kenny Bradley                                                  | Episodul: "The Sporting Life"                                                     |
| 2004         | Still Standing                          | Dr. Holden                                                     | Episodul: "Still Going First"                                                     |
| 2004         | Quintuplets                             | Mark                                                           | Episodul: "Where Are They Now?"                                                   |
| 2004–2007    | Danny Phantom                           | Damon Gray, Observant #2 (voce)                                | Rol episodic                                                                      |
| 2005         | All of Us                               | Eric Calhoun                                                   | Episodul: "Not So Wonderful News"                                                 |
| 2005         | Fat Actress                             | Man At Counter                                                 | Episodul: "Big Butts"                                                             |
| 2005         | Will & Grace                            | Dr. Norman                                                     | Episodul: "The Blond Leading the Blind"                                           |
| 2006         | NCIS                                    | Captain Martino                                                | Episodul: "Deception"                                                             |
| 2006         | Loonatics Unleashed                     | Additional voices                                              | 3 episoade                                                                        |
| 2006–2007    | American Dragon: Jake Long              | Colonel Hank Carter (voce)                                     | 2 episoade                                                                        |
| 2006–2010    | Smallville                              | John Jones                                                     | Rol episodic                                                                      |
| 2007         | CSI: Miami                              | Peter Ashford                                                  | Episodul: "Rush"                                                                  |
| 2007–2008    | Legion of Super Heroes                  | Imperiex, Kandor #2 (voce)                                     | Rol episodic                                                                      |
| 2008         | Back at the Barnyard                    | Bessy's Kid (voce)                                             | Episodul: "Otis' Mom"                                                             |
| 2008         | Wolverine and the X-Men                 | Randy (voce)                                                   | Episodul: "Hindsight"                                                             |
| 2008–2009    | Terminator: The Sarah Connor Chronicles | Miles Dyson                                                    | 3 episoade                                                                        |
| 2008–2010    | The Secret Saturdays                    | Doc Saturday, Dr. Odele, Wyatt, Doc Monday (voce)              | Rol principal                                                                     |
| 2009         | Batman: The Brave and the Bold          | Jonah Hex, Fox (voie)                                          | 2 episoade                                                                        |
| 2010         | Warren the Ape                          | Dr. Thom Milligan                                              | Episodul: "It Girl"                                                               |
| 2010         | Black Panther                           | W'Kabi, M'Butu, Councilman #2, Miner #2 (voie)                 | Rol episodic                                                                      |
| 2010–2014    | Love That Girl!                         | Delroy Jones                                                   | Rol principal                                                                     |
| 2011         | Hot in Cleveland                        | Lou                                                            | Episodul: "One Thing or a Mother"                                                 |
| 2011–2013    | Shake It Up                             | Dr. Curtis Blue                                                | Rol episodic                                                                      |
| 2012–2013    | SuperF*ckers                            | Ultra Richard / Plant Pal (voce)                               | Rol principal                                                                     |
| 2012–2013    | Green Lantern: The Animated Series      | Saint Walker (voce)                                            | 4 episoade                                                                        |
| 2012–2013    | Ultimate Spider-Man                     | Max Fury / Scorpio, Lion-Headed Zodiac #2 (voie)               | 2 episoade                                                                        |
| 2013         | Sofia the First                         | Plank (voce)                                                   | Episodul: "The Floating Palace"                                                   |
| 2014         | The Boondocks                           | Additional voices                                              | 2 episoade                                                                        |
| 2014–2016    | Baby Daddy                              | Marshall Dobbs                                                 | 3 episoade                                                                        |
| 2015         | Girl Meets World                        | Agent LaChance                                                 | Episodul: "Girls Meets Semi-Formal"                                               |
| 2015–2016    | Kirby Buckets                           | Bob Bruchow                                                    | 2 episoade                                                                        |
| 2016         | Lego Scooby-Doo! Knight Time Terror     | Adam, Treasure Hunter #1 (voce)                                |                                                                                   |
| 2016         | Be Cool, Scooby-Doo!                    | Ed Johnson, Captain Anderson (voce)                            | Episodul: "Gremlin on a Plane"                                                    |
| 2016         | Black-ish                               | Frank Duckworth                                                | Episodul: "Johnson & Johnson"                                                     |
| 2016         | Pure Genius                             | Sergeant Ryan                                                  | Episodul: "You Must Remember This"                                                |
| 2016         | Fuller House                            | Dave                                                           | Episodul: "Glazed and Confused"                                                   |
| 2017         | Powerless                               | STAR Scientist                                                 | Episodul: "No Consequence Day"                                                    |
| 2017         | NCIS: Los Angeles                       | Colton Leach                                                   | Episodul: "Fool Me Twice"                                                         |
| 2018         | Young Sheldon                           | One (voce)                                                     | Episodul: "Demons, Sunday School, and Prime Numbers"                              |
| 2018         | 9JKL                                    | Dr. Starnes                                                    | Episodul: "Fridays with Harry"                                                    |
| 2018         | Work in Progress                        | Himself                                                        | 6 episoade                                                                        |
| 2018         | Craig of the Creek                      | Earl Williams (voce)                                           | Rol episodic                                                                      |
| 2018         | Bravest Warriors                        | George (voce)                                                  | Rol episodic                                                                      |
| 2018         | Angie Tribeca                           | Samuel Hagar                                                   | Episodul: "Heading to the Legal Beagle"                                           |
| 2019–Present | Doom Patrol                             | Silas Stone                                                    | Rol episodic                                                                      |
| 2022         | Bosch: Legacy                           | John Creighton                                                 | Rol episodic                                                                      |
| 2022         | Young Justice                           | General Zod, Lor-Zod (voce)                                    | Rol episodic                                                                      |